# 11981 Boncompagni
11981 Boncompagni eller 1995 UY1 är en asteroid i huvudbältet som upptäcktes den 20 oktober 1995 av San Vittore-observatoriet i Bologna. Den är uppkallad efter den italienska matematikern Baldassarre Boncompagni.
Asteroiden har en diameter på ungefär 5 kilometer.